# Numidotheriidae

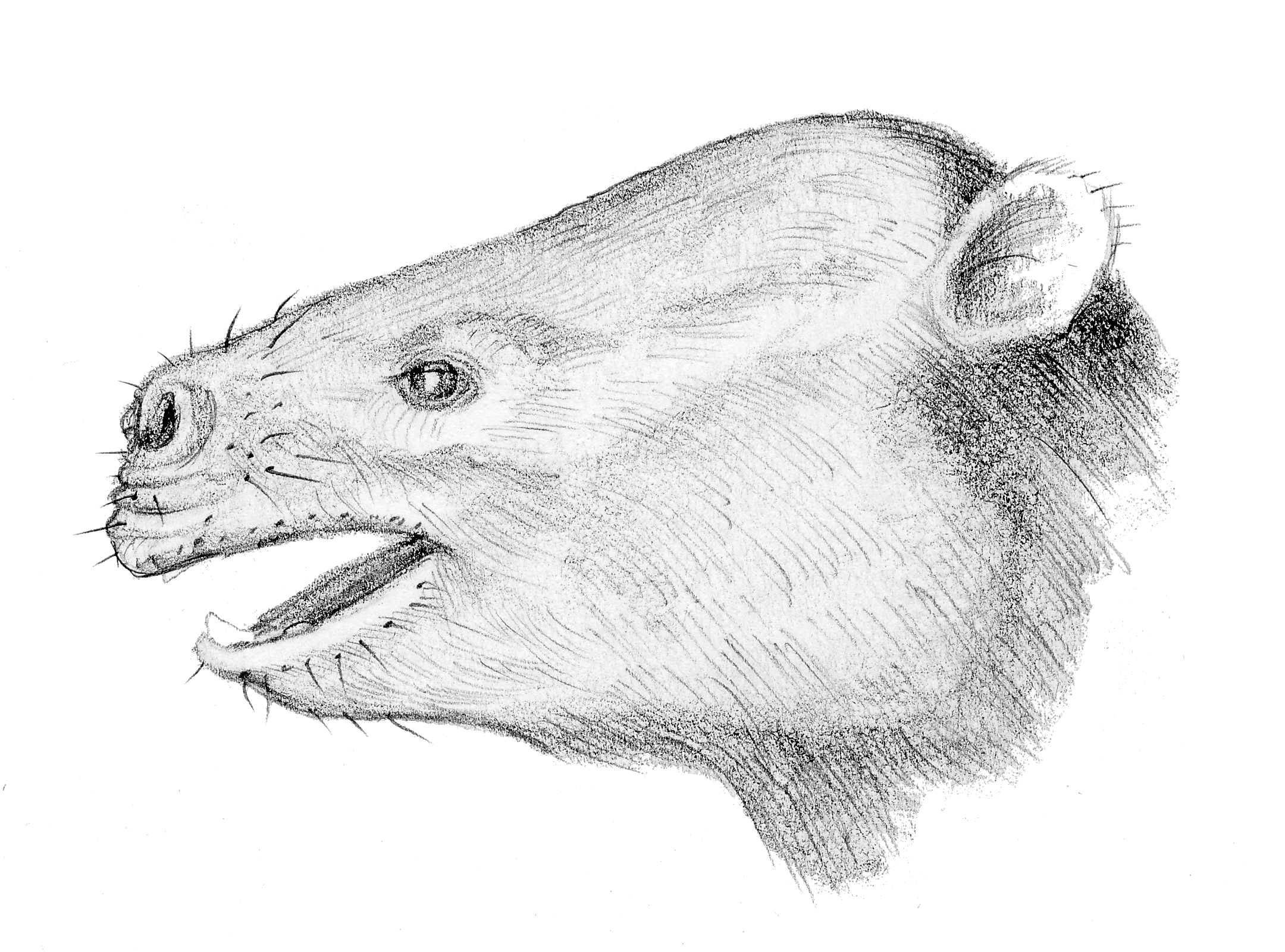
Реставрація Phosphatherium

Numidotheriidae — вимерла родина примітивних хоботних, яка жила в Північній Африці з пізнього палеоцену до раннього олігоцену.
Фрагментарні скам'янілості (в основному зуби) родів раннього еоцену, Daouitherium і Phosphatherium, були знайдені в басейні Ouled Abdun, Марокко. Numidotherium відомий з майже повного скелета з відкладень пізнього раннього еоцену на півдні Алжиру та Лівії. У порівнянні з сучасними слонами, Numidotheriidae були досить дрібними. Phosphatherium, наприклад, мав довжину всього 60 см і важив близько 15 кг. Numidotherium мав довжину близько 1 метра. Вони зайняли подібну екологічну нішу, як сучасний бегемот і пов'язаний з ним ранній хоботний Moeritherium, харчуючись м'якими водними рослинами в болотистому середовищі. Numidotheriidae не вважаються прямими предками сучасних слонів, а побічною гілкою.